# HD 93737
HD 93737，又名CP-59 2720，SAO 238493、HR 4228，是一颗恒星，视星等为6，位于銀經288.04，銀緯-0.66，其B1900.0坐标为赤經10h 44m 10.4s，赤緯-59° -0.66′ 28″。